# Alligator Pond
Alligator Pond – wioska rybacka na Jamajce wchodząca w skład regionu Saint Elizabeth. Według spisu ludności z 1991 roku miasto zamieszkiwało 1 542 osoby. Według szacowanych danych na rok 2010 w miejscowości mieszka 1 826 osób.